# Valdres Folkemuseum

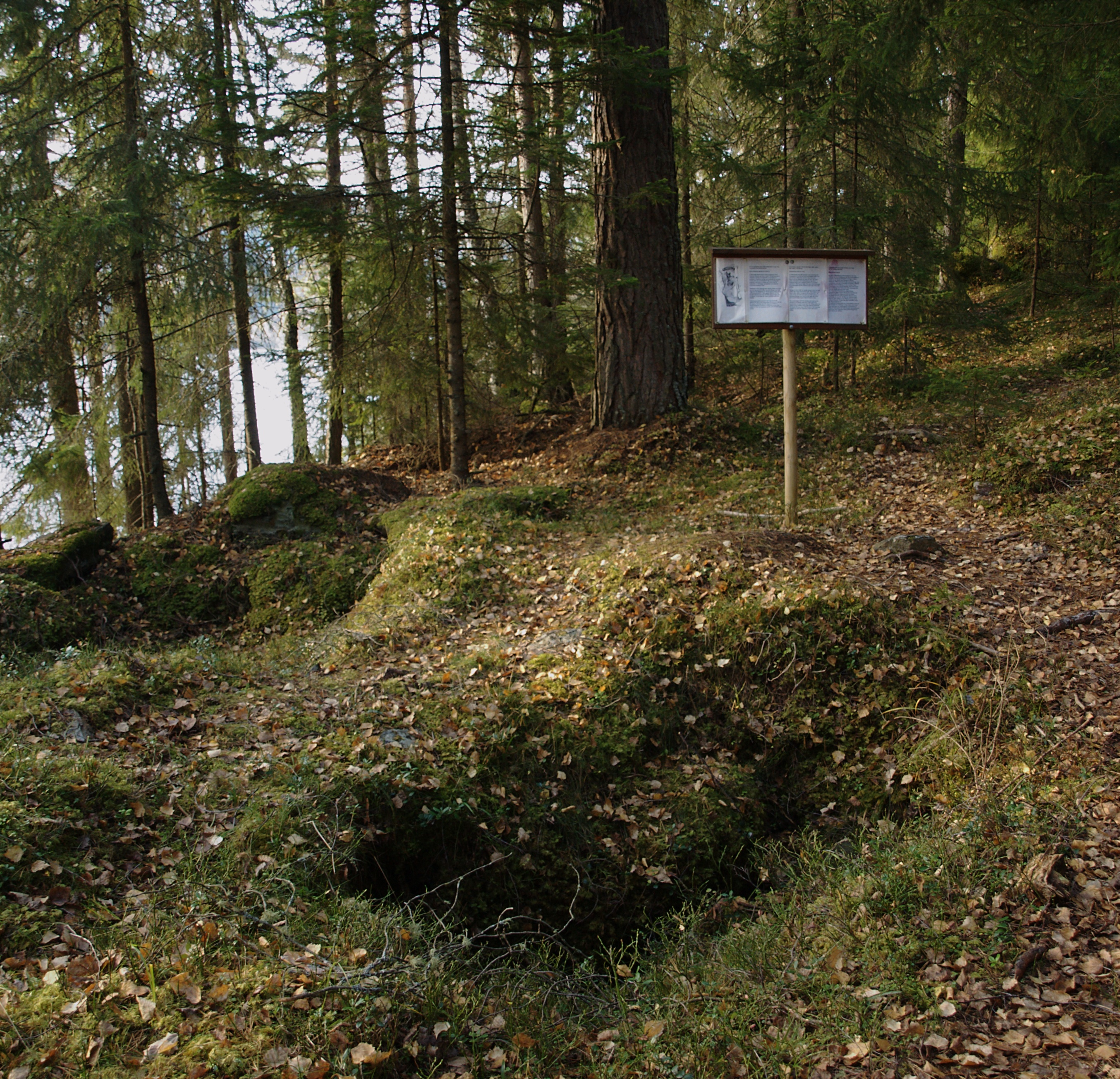
Steinkiste auf dem Museumsgelände

Das Valdres Folkemuseum in Fagernes (Kommune Nord-Aurdal, Fylke Innlandet) ist mit 100 Häusern, einem mittelalterlichen Grab, Grabsteinen, einer Kohlegrube und einer Kohleaufbereitungsanlage und etwa 25.000 Objekten das viertgrößte Freilichtmuseum in Norwegen. Es wurde 1901 gegründet und liegt auf einer Halbinsel, die in den See Strandefjorden hineinragt. Die größeren Gebäude liegen am Eingang, die kleineren Bauernhäuser auf dem deutlich höheren Rücken, der in den See hineinragt. Alle Häuser sind in das Museum übertragene Originale aus der Region Valdres. Das älteste Haus stammt von 1350 und ist das älteste säkulare Gebäude in Valdres. Das Gelände des Museums wird im Sommer als Bauernhof bewirtschaftet.
Das Museum besitzt das älteste Volksmusikarchiv des Landes mit 12.000 Titeln, ein Studienzentrum und eine Musikinstrumentenwerkstatt. Das Fotoarchiv des Museums enthält 75.000 Bilder.

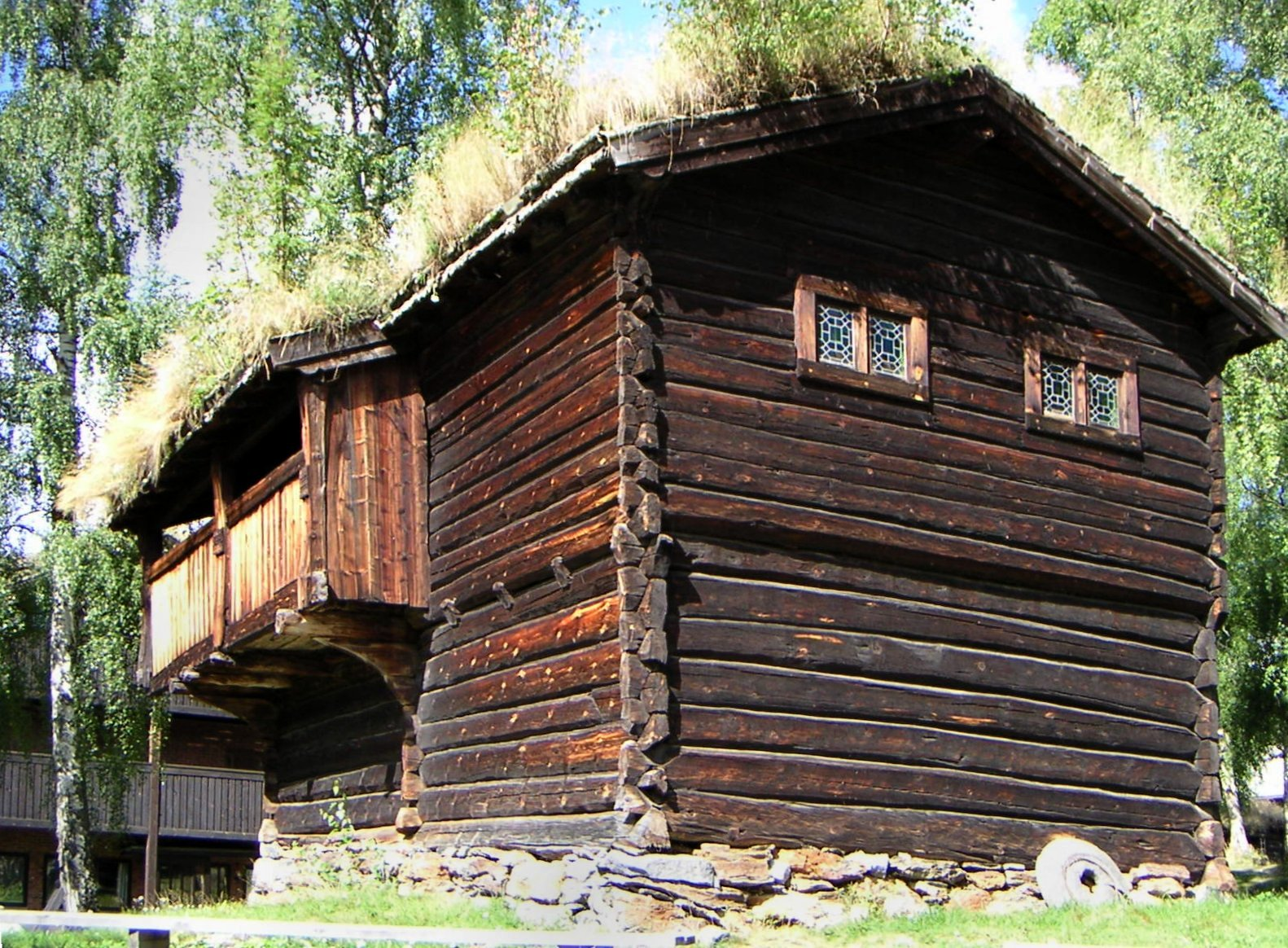
Das erste Gebäude im Museum
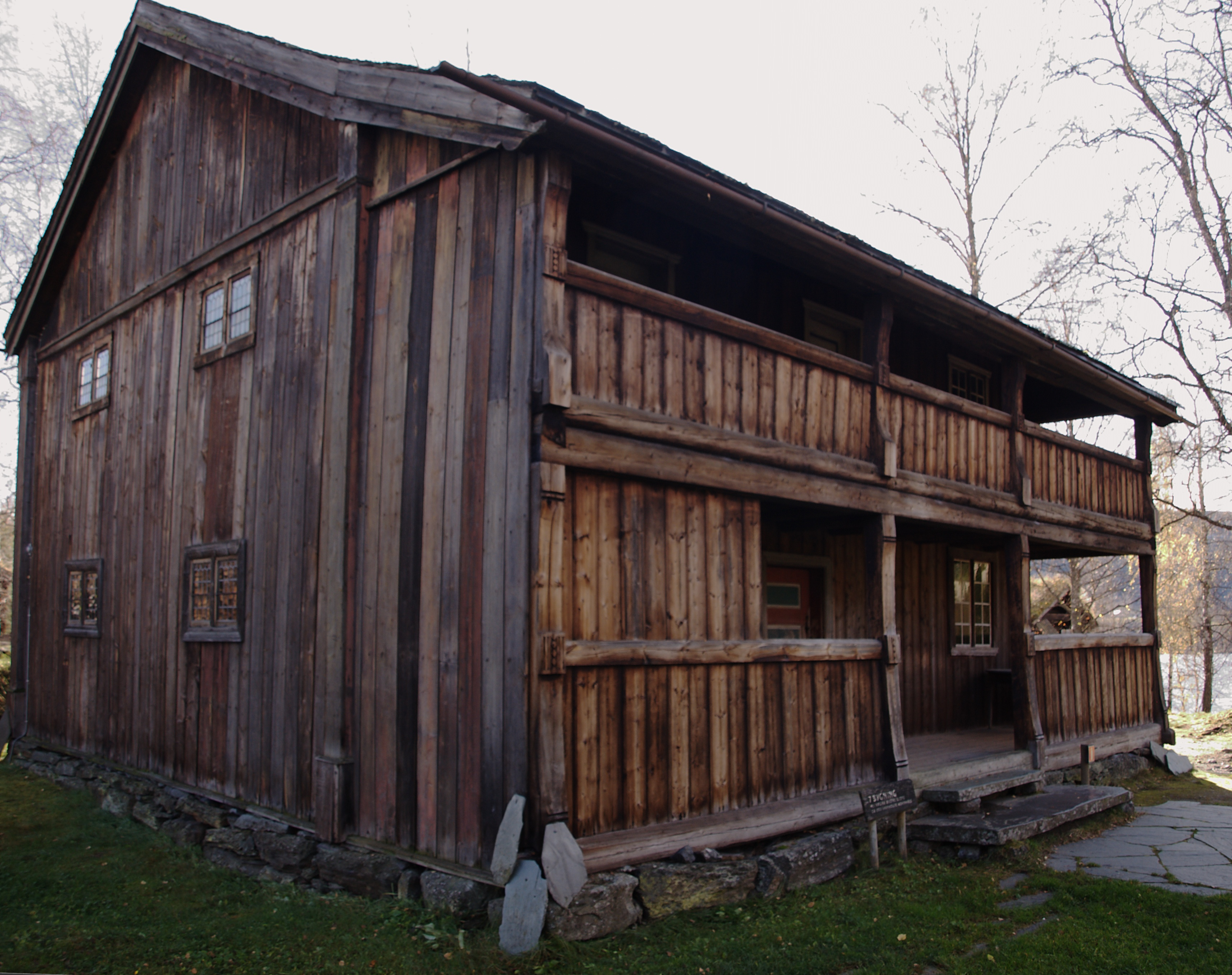
Haus aus Sørre Rogne
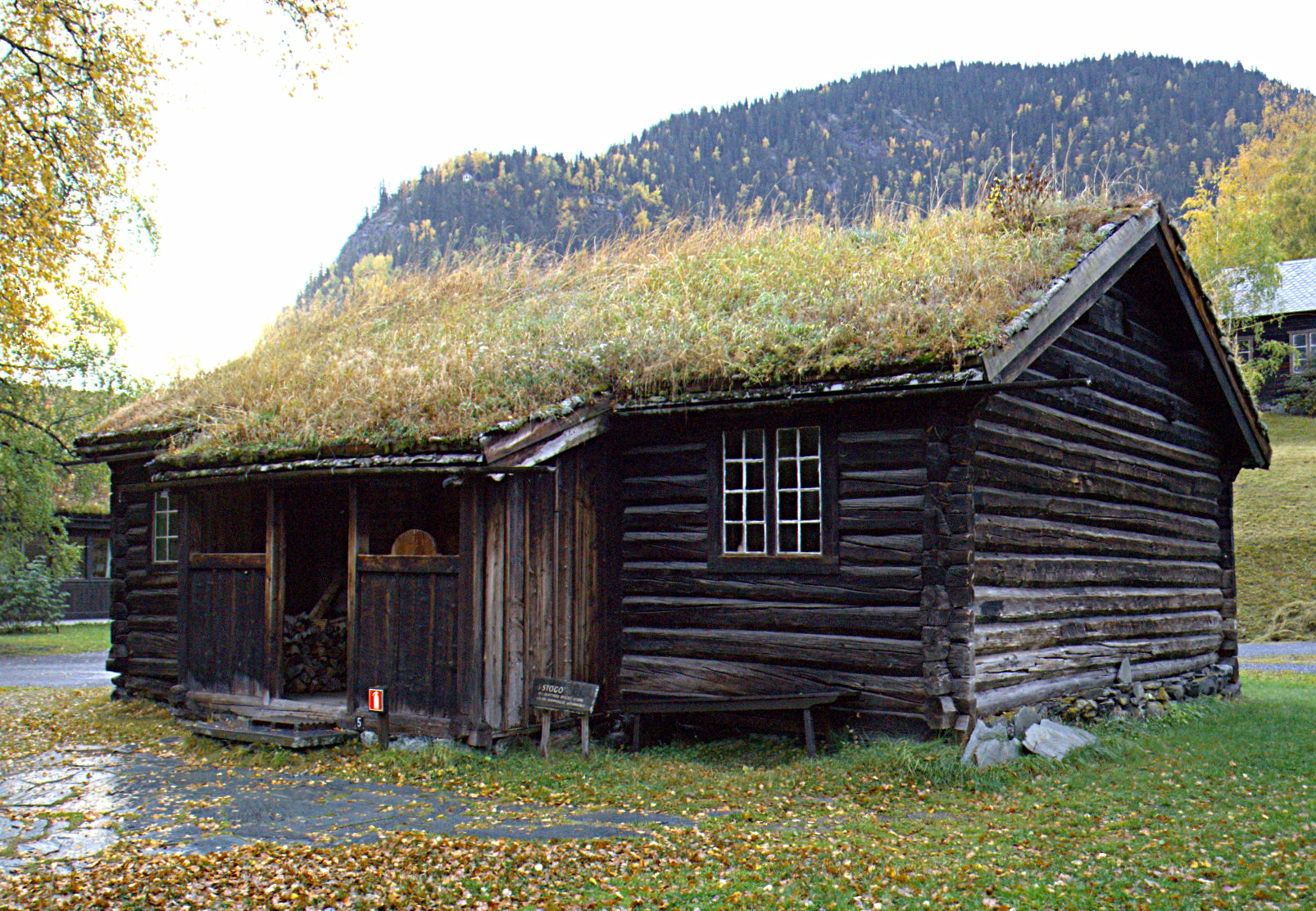
Skattebustug
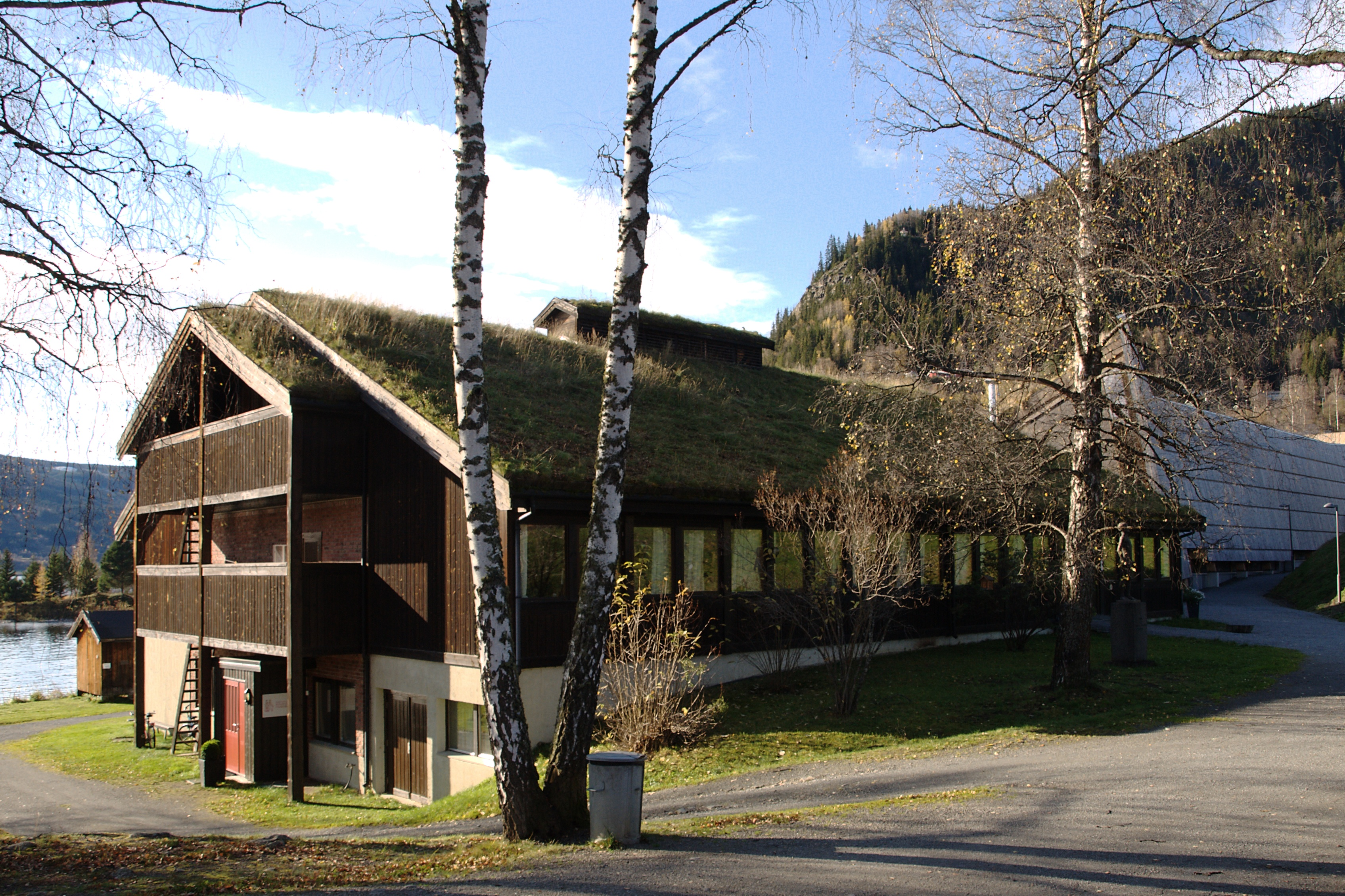
Altes Zentralgebäude

## Geschichte
Der Erste, der 1900 die Idee eines Museums in Valdres hatte, war der damalige Schulleiter der Landwirtschaftsschule in Oppland, Nils K. Odegaard. Das Museum wurde im März 1901 gegründet. Der erste Standort war ein 1906 gekauftes Grundstück. Dieses wurde 1917 wieder verkauft, und das Museum erwarb das Gelände in Storøya. In den Jahren nach 1906 konnten mehrere Sammler und Antiquitätenhändler umfangreiche volkskundliche Sammlungen erwerben. 1909 bestand die Sammlung bereits aus 600 Einzelobjekten.
Das Museum gehört den sechs Gemeinden in Valdres und wird seit 2006 von der Valdresmusea A/S betrieben. Sie wurde 2006 gegründet und ist unter anderem die Betriebsorganisation der Museen Bautahaugen Collections, Bagn Bygdesamling und Valdres Folkemuseum.

## Modernes Museumsgebäude

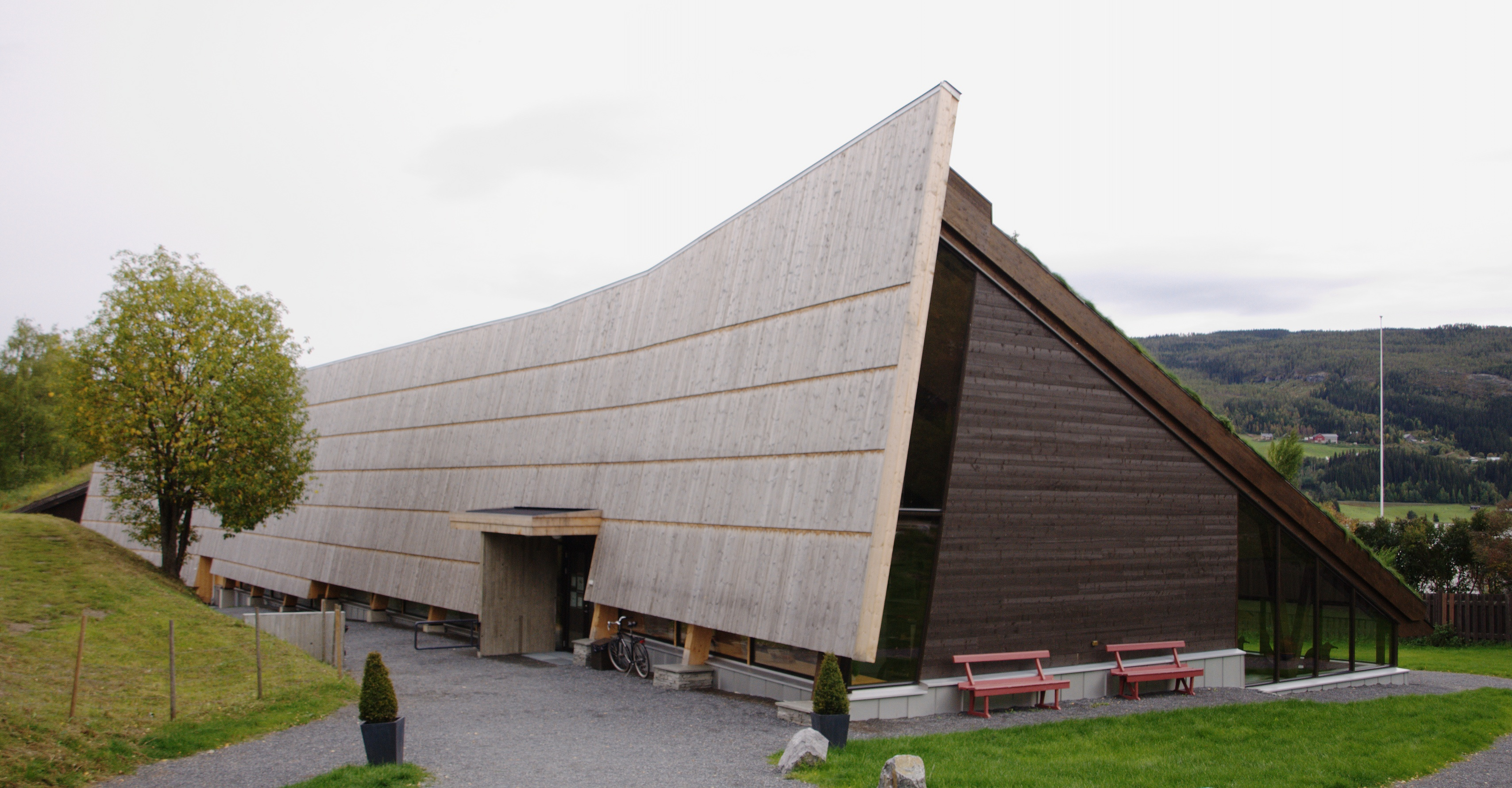
Das moderne Museumsgebäude

Nach mehreren Jahren Diskussion wurde im Herbst 2007 beschlossen, ein neues Gebäude zu errichten. Es beherbergt einen großen Saal für Konzerte, ein Café und einen Laden. Das neue Gebäude wurde an das alte angebaut und hat 900 m² Nutzfläche mit einem asymmetrischen Satteldach. Die eine Seite ist aus Glas, die andere ist mit Gras bewachsen. Weitere Baumaterialien sind Holz, Stahl und Beton. Es wurde 2009 fertiggestellt. Architekt ist Lund Hagem.